# Istituto Centrale per il Catalogo Unico
Istituto Centrale per il Catalogo Unico, ICCU, är en italiensk statlig myndighet som bildades 1975 för att ersätta Centro nazionale per il catalogo unico, bildat 1951 för att införa en gemensam katalog för alla italienska bibliotek.